# Corel Corporation
Corel Corporation és una empresa d'informàtica canadenca amb seu a Ottawa, Canadà. És coneguda per produir títols de programari com CorelDRAW, WinZip, WinDVD, Paint Shop Pro i WordPerfect.